# Krava (otok)
Koordinati:   43°57′50″N, 15°08′47″E
Krava je majhen nenaseljen otoček v Jadranskem morju. Pripada Hrvaški.
Krava leži okoli 0,4 km vzhodno od otočka Krknata. Njegova površina meri 0,042 km². Dolžina obalnega pasu je 0,76 km.